# دانييلي كوتو
دانييلي ديواتا كوتو (بالفرنسية: Danièle Diwouta-Kotto) ولدت في عام 1960 وهي مصممة ومهندسة معمارية وعضوة في جمعية المهندسين المعماريين الكاميرون (ONAC) ومؤسسة منظمة Villes et Architectures d'Afrique

## حياتها

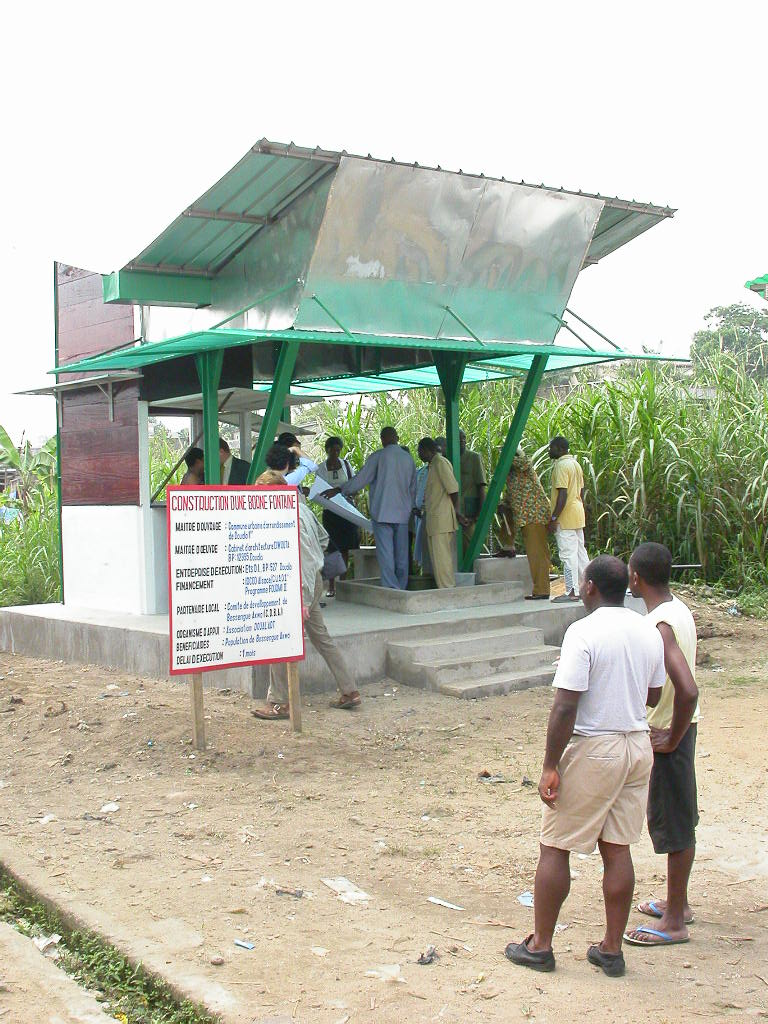
(كشك الماء) في حي في دوالا - عام 2003

ولدت دانييلي ديواتا-كوتو في الكاميرون، ودرست الهندسة المعمارية وتخرجت في عام 1986 في فرنسا في مدرسة الهندسة المعمارية في باريس. في عام 1989 قامت بإنشاء شركتها للهندسة المعمارية الخاصة بها. أدى اهتمامها بالتاريخ، والتراث المعماري، والبيئة، وتغير المناخ، والتحول الحضري في الكاميرون وفي مدن أفريقية أخرى إلى تطورها في تصميماتها المعمارية مثل: كينشاسا، دوالا، داكار التي نشرتها في عام 2010 كأول مدينة لها.
في عام 2003 ، أنتجت (كشك الماء) في حي في دوالا. يعتبر هذا المبنى الصغير نافورة عامة صغيرة يشتري منه الناس الماء. تم إنجاز هذا التصميم في ورشة في مدينة بيسينغو، التي نظمها غوددي لي ومركز الفن آرت باكري.
بين عامي 1993 و 1994 تم عرض أعمال التصميم الخاصة بها في صالون MIC في باريس ولوس أنجلوس. وفي عام 1995 شاركت في المعرض الجماعي وتم الترويج لها من قبل doual'art. يتم تقديم أعمالها في المعرض المتجدد Designers Africains d'Aujourd'hui وفي داك آرت. في أبريل 2001 ، شاركت في بينالي هافانا.
تلعب دانييلي ديواتا-كوتو دورًا هامًا في التفكير في التصميم والهندسة المعمارية والتنمية الحضرية في أفريقيا، وكذلك حول العلاقة بين الفن والتحولات الحضرية. في أبريل 2003 ، شاركت في مؤتمرات معمارية للتنمية (الهندسة المعمارية والتنمية المستدامة) التي يرعاها المركز الثقافي الفرنسي في دوالا، وفي مارس 2005 ، شاركت في مؤتمر «نساء باتيسيوس» في اليونسكو في باريس. في يناير 2005 ، شاركت في ندوة Ars & Ubis التي روجتها Doual'art كمقدمة لـ SUD 2007. وفي عام 2008 ، شاركت في ندوة APERAU في لومي، توجو، حول التحضر في أفريقيا: (التحضر في إفريقيا: الدوام والانقطاع). في عام 2010 ، شاركت في معرض D'al'art في L'Afrique Visionnaire-GEO-Graphics في بروكسل.
تم تقديم دانييل ديوتو - كوتو في مجلة Revue Noire ، في المقالة رقم 13 في عام 1993.

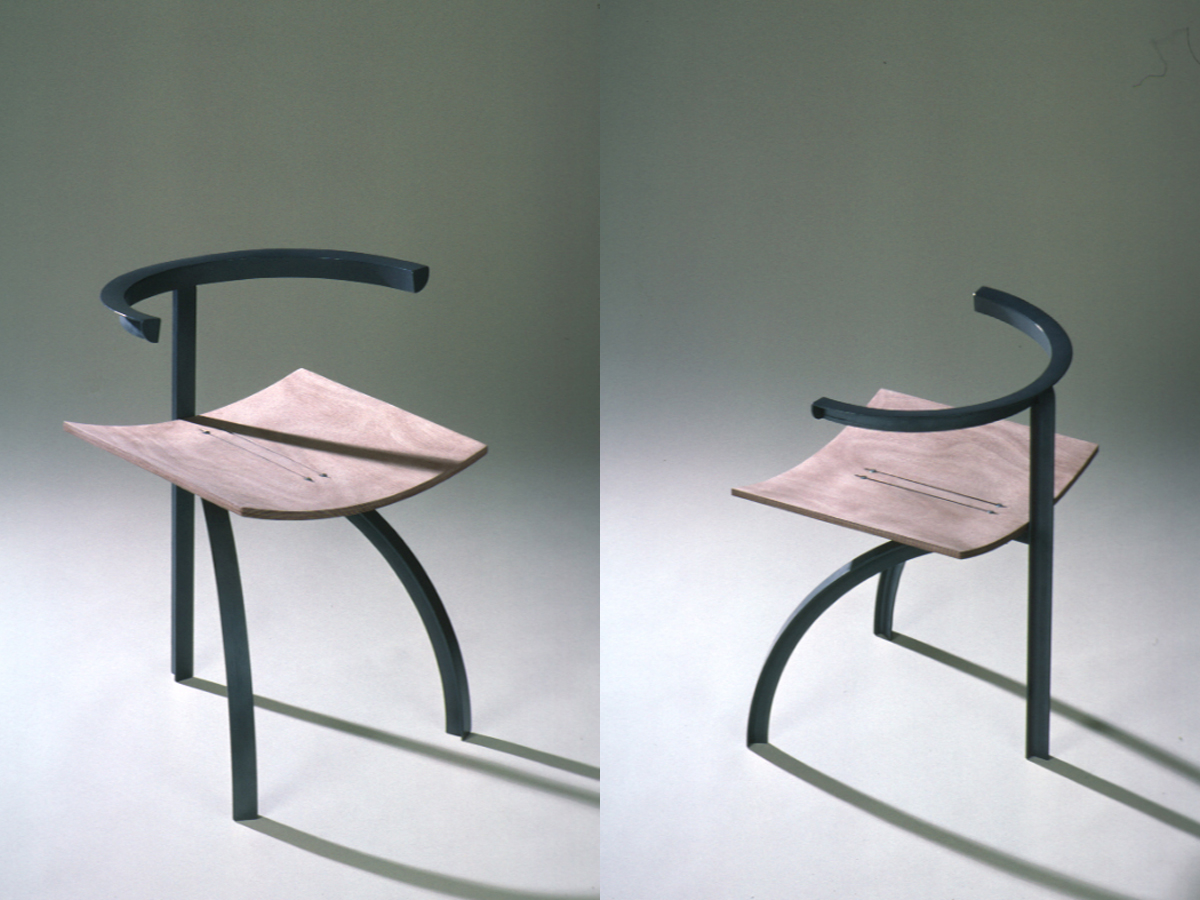
أحد تصميمات دانييلي ديواتا-كوتو لعام 1999-2000

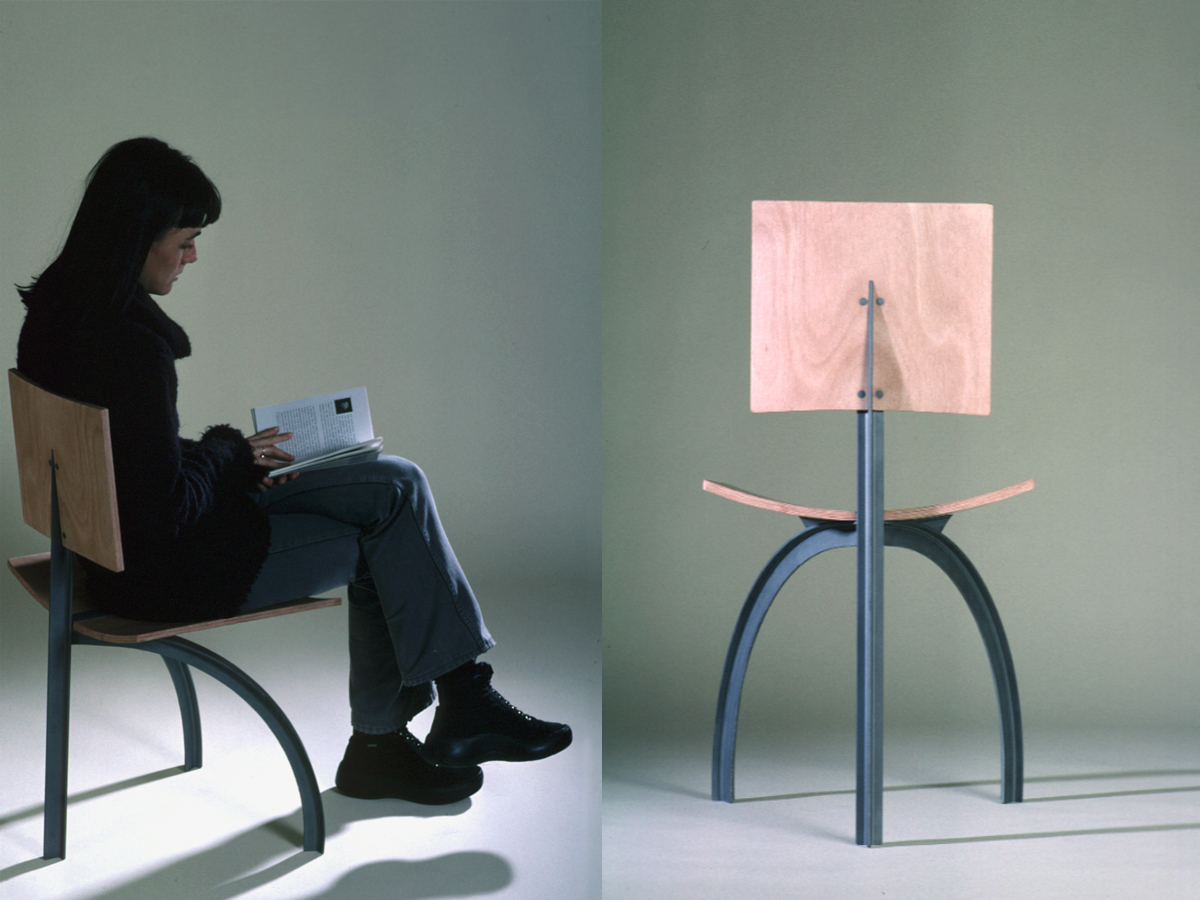

## فهرس
- Diwouta-Kotto (photo- graphisme Sandrine Dole), Suites architecturales à l'intérieur: Kinshasa, Douala, Dakar, Edition VAA, 2010.
- Diwouta-Kotto, D. (2011). Douala: Interwined Architectures in ArchiAfrica. Available at:
- Diwouta-Kotto, Danièle (2010): Suites architecturales: Kinshasa, Douala, Dakar. Épinal: Association VAA, p. 42.
- IAM – Intense Art Magazine. (2014). Danièle Diwouta-Kotto, une architecte au long cours in IAM#01 CAMEROUN | CAMEROON, p. 020. Available at:  (Accessed 28 Nov. 2016).
- Pensa, Iolanda (Ed.) 2017. Public Art in Africa. Art et transformations urbaines à Douala /// Art and Urban Transformations in Douala. Genève: Metis Presses. (ردمك 978-2-94-0563-16-6)

## وصلات خارجية
- http://ddiwouta-architect.com